# 費雷拉戈麥斯

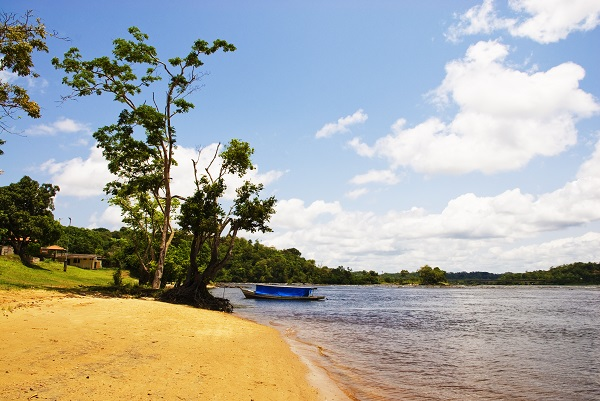
費雷拉戈麥斯

00°51′28″N 51°10′48″W / 0.85778°N 51.18000°W
費雷拉戈麥斯（葡萄牙語：Ferreira Gomes），是巴西的城鎮，位於該國北部，由阿馬帕州負責管轄，始建於1987年12月17日，面積5,047平方公里，2014年人口6,714，人口密度每平方公里1.15人。